# Psathyrostachys huashanica
Psathyrostachys huashanica là một loài thực vật có hoa trong họ Hòa thảo. Loài này được Keng f. ex P.C.Kuo miêu tả khoa học đầu tiên năm 1976.